# Gardíki (ort i Grekland, Thessalien)
Gardíki är en ort i Grekland.   Den ligger i prefekturen Trikala och regionen Thessalien, i den centrala delen av landet, 270 km nordväst om huvudstaden Aten. Gardíki ligger 1 061 meter över havet och antalet invånare är 207.
Terrängen runt Gardíki är bergig åt sydväst, men åt nordost är den kuperad. Runt Gardíki är det mycket glesbefolkat, med 6 invånare per kvadratkilometer. Närmaste större samhälle är Theodóriana, 12,5 km söder om Gardíki. Omgivningarna runt Gardíki är en mosaik av jordbruksmark och naturlig växtlighet.